# Progressive Labour Party (Bermuda)
Die Progressive Labour Party (kurz PLP, deutsch Fortschrittliche Arbeiterpartei) ist neben der One Bermuda Alliance eine der beiden Parteien auf Bermuda. Ihre Ausrichtung ist sozialdemokratisch im Mitte-links-Bereich, außerdem vertritt die Partei antikolonialistische Ziele.

## Geschichte
Die Progressive Labour Party trat nur drei Monate nach ihrer Gründung bei der Wahl 1963 an und wollte vor allem die Arbeiter erreichen. Sie sprach sich außerdem gegen ethnische Ungleichheiten aus. Zunächst erreichte die PLP neun der 36 Sitze im House of Assembly.
Von 1998 bis 2012 und ab 2017 stellte die PLP die Regierung Bermudas.

## Positionen
In Anbetracht der Vergangenheit gilt die PLP als Partei der Schwarzen und die OBA als Partei der Weißen, was auch heute noch wahrgenommen wird. Deshalb finden sich auch heute noch viele Schwarze in der Partei, was zu verschiedenen politischen Positionen führt. Grundsätzlich ist die Mitte-links-Partei sozialdemokratisch, jedoch wurde die Progressive Labour Party vom Ursprung als Arbeiterpartei abgeleitet und unterstützt sowohl Kollektivismus, Sozialpolitik und Wirtschaftspolitik, um für den Fortschritt aller in Bermuda zu sorgen. So beschreibt der frühere Parteivorsitzende Marc Bean die Ausrichtung der Partei.

## Wahlergebnisse
| Jahr | Anteil  |
| ---- | ------- |
| 2017 | 58,89 % |
| 2012 | 46,1 %  |
| 2007 | 52,5 %  |
| 2003 | 51,6 %  |
| 1998 | 54,6 %  |
| 1993 | 45,8 %  |
| 1989 | 35,6 %  |
| 1985 | 30,5 %  |
| 1983 | 43,4 %  |
| 1980 | 46 %    |
| 1976 | 44,4 %  |
| 1972 | 38,2 %  |
| 1968 | ?       |
| 1963 | 18,6 %  |